# Khenchara
Khenchara (arabisch الخنشارة, DMG al-Ḫanšāra) ist ein Dorf im libanesischen Distrikt al-Mitn im Gouvernement Libanonberg. Es liegt zwischen Ghabet Bologna, Bteghrine und Dhour El Choueir / Ain el Sendianeh.
Das Dorf liegt 30 Kilometer nordöstlich von Beirut. Das Dorf liegt auf einer Höhe von 1070 bis 1200 m. Es erstreckt sich über eine Fläche von etwa 328 Hektar und ist für seine traditionellen rotgedeckten Ziegelhäuser und seine geschickten Steinmetze bekannt.
Die geschätzte Einwohnerzahl beträgt 3543. Die am häufigsten im Dorf ansässigen Familien sind: Samaha, Riachy, Kanaan, Kassouf, Kfoury, Korban, Kouzy, Moawad, Henoud, Akl, Maalouf, Bejjeni, Barakat, Aboud und Abou Chawareb. Die Mehrheit der Bevölkerung sind Melkiten, einige Maroniten und griechisch-orthodoxe Christen.
In Khenchara befindet sich das melkitisch-katholische Kloster St. Johannes von Chouweir oder Deir et-Tabcheh, das 1696/97 gegründet wurde. Die älteste der drei Kirchen ist dem Heiligen Johannes dem Täufer gewidmet und stammt aus dem 12. Jahrhundert. Die Kirche Saint Nicolas aus dem 18. Jahrhundert ist mit umfangreichen Ikonostaten aus Holz ausgestattet. Neben der vielfältigen Ikonensammlung und der Bibliothek ist das Kloster auch als Standort der ersten arabischen Druckerei des Nahen Ostens bekannt, deren erste Ausgabe 1734 erschien. In einem Museum mit fünf Räumen werden die alten Druckpressen und etwa 450 dazugehörige Gegenstände und Ausrüstungsgegenstände ausgestellt. Der Begründer der Presse, Abdallah el-Zakher aus Aleppo, baute die älteste Maschine zwischen 1726 und 1733.
Das Wetter in Khenchara ist recht angenehm mit Temperaturen zwischen 18 und 35 Grad Celsius im Sommer und 13 bis 20 Grad Celsius im Herbst. Im Winter ist das Wetter kalt, die Temperaturen schwanken zwischen −7 und 10 Grad Celsius. Es schneit jeden Winter zwischen 30 und 70 Zentimetern.